# ميناء فلافيا

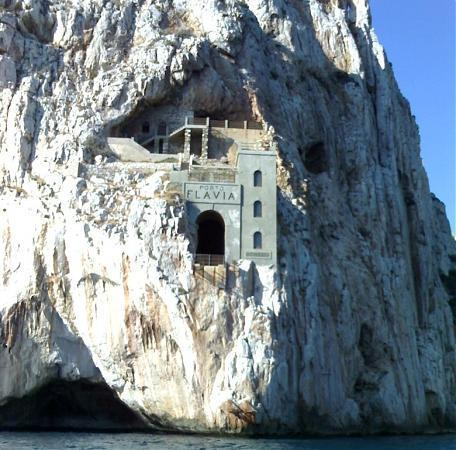
صورة توضيحية لميناء فلافيا

ميناء فلافيا هو ميناء البحر وتقع بالقرب نبيدا في إجليسياس كومونا - إيطاليا . تم تشييده في عام 1923 – 24 ، وكان بمثابة مركز إنتاج المعادن في ماسوا في الساحل الغربي لمنطقة سردينيا إجليسينتي . تم تسميته على اسم فلافيا ابنة سيزار فيشيلي ، التي قامت بتصميم وتصميم المرفأ.
خصائص المرفأ تجعله فريدًا من نوعه في العالم ، وفي وقت بنائه كان إنجازًا هندسيًا رائعًا.

## إنتاج التعدين
كان مركز ماسوا مجمعًا للعديد من عمليات التعدين في منطقة سولسيس،
وهي منطقة من سردينيا غنية بالفحم والكبريت والباريوم والزنك والرصاص والفضة والمعادن الأخرى. بدأ الاستخراج في عام 1600 ،
لكنه أصبح ذا صلة اقتصادية فقط في أوائل القرن العشرين عندما شهدت أعمال التعدين في المنطقة بأكملها توسعًا سريعًا. كان الاستخراج ، وخاصة من كهوف الفحم ، يعمل على أساس التكنولوجيا المنخفضة حتى أوائل القرن العشرين.
منذ أواخر القرن التاسع عشر ، تمتع جمع المعادن بتقنيات أكثر حداثة ، حيث كان يتم التحكم فيه في الغالب من قبل الشركات الأوروبية الشمالية الغنية الأكثر استعدادًا للالتزام بالمال لتحسين كفاءة التعدين.

## تصميم ميناء فلافيا
طلب مالك المناجم من المهندس الإيطالي سيزار فيشيلي ابتكار حل لتحسين وقت وتكلفة تحميل الباخرة. قام فيشيلي بمسح السواحل ، ووجد المكان المثالي في المنحدرات العالية كان البحر عميقًا بدرجة كافية ومحميًا جيدًا من الرياح والأمواج للسماح برصيف آمن ، بينما يمكن تحميل الخام من المنحدرات عن طريق الجاذبية.
بعد عام واحد من الدراسة ، وضع خطة مفصلة لبناء نفقين متراكبين ، كل منهما 600 متر (2,000 قدم) ، التي كانت مرتبطة بتسعة خزانات عمودية ضخمة للخام المعالج. في النفق العلوي
تم استخدام قطار كهربائي لجلب الحمولة إلى الخزانات: تم تفريغ الخام بالجاذبية في الفتحات الموجودة أعلى الخزانات. في النفق السفلي ، استقبل حزام ناقل الخام من الخزانات ونقله إلى ارتفاع 16 متر (52 قدم) حزام ناقل طويل قادر على التحميل الكامل لمركبة بخارية راسية في قاعدة الجرف في غضون يومين تقريبًا.
كانت الخزانات ، المنحوتة مباشرة في الصخر ، قادرة على استيعاب أكثر من 10,000 طن متري (11,000 طن صغير) من الخام. 

## البناء
تم تجميع طاقم خاص من عمال المناجم الخبراء في المتفجرات وتسلق الصخور. عملوا في نوبات ، ليلا ونهارا ، لاستكمال الحفريات في وقت قياسي. على الرغم من تجاهل إجراءات السلامة عمليًا لتسريع العمل ، لم يتم الإبلاغ عن وقوع إصابات في مرحلة البناء.
نظرًا لأن النفق كان بدون زوايا أو خنادق ، فإن التقنية المعتادة للحفر بالديناميت كانت مستحيلة (استخدم الطاقم تلك الزوايا والخنادق كمأوى أثناء تفجير الشحنات على بعد أمتار قليلة).
بدلاً من ذلك ، تم حفر تجاويف صغيرة على مسافات منتظمة للسماح للعمال بالحماية بعد إشعال المتفجرات. لا تزال مرئية في الجولة الإرشادية.
بدأ العمال حفر الرواق العلوي ، 37 متر (121 قدم) فوق مستوى سطح البحر ، باستخدام المثاقب بالديناميت والميكانيكية (العديد من المناجم في ذلك الوقت كانت تستخدم في الغالب الفؤوس ) حتى وصلت إلى البحر.
ثم علقوا من الحبال وبدأوا في حفر النفق السفلي من سطح المنحدر ، 16 متر (52 قدم) فوق مستوى سطح البحر ، متجهًا في الاتجاه المعاكس أسفل الرواق العلوي. بهذه الطريقة ، يمكنهم تفريغ الصخور التي تمت إزالتها مباشرة في البحر. أخيرًا
تم حفر الخزانات عن طريق إحداث ثقوب في الصخور البازلتية ، بدءًا من أسفل التجاويف وصعودًا. هذا مرة أخرى خفف من إزالة الأنقاض ، على الرغم من أن هذا الإجراء كان خطيرًا للغاية. كان حجم كل خزان من 4 إلى 8 متر (13 إلى 26 قدم) وقطرها 20 متر (66 قدم) عالية.
تم فتح فتحات تهوية على جانب صالات العرض. تم تركيب فتحات ميكانيكية حديدية ، جنبًا إلى جنب مع سكة حديد كهربائية في النفق العلوي. جلب القطار الخام إلى فتحات التحميل للخزانات ، بينما في النفق السفلي تغذي فتحات التفريغ الخام إلى حزام النقل المؤدي إلى السفن. كان الحزام مغطى بغلاف فولاذي لمنع الرياح من طرد مسحوق أكسيد الزنك. كانت قابلة للتوسيع وتراجعت بعد تسليم حمولة إلى عنبر السفينة.
يتميز حزام النقل الرئيسي بنظام محاذاة متحرك مبتكر ، مصمم لتقليل مخاطر هروب الحزام من عجلات القيادة تحت ضغط الركاز المتساقط. قام الحزام الرئيسي بإلقاء الخام على الحزام الناقل القابل للتمديد المنخفض قليلاً والذي يمكن أن يبرز لمسافة 15 متر (49 قدم) وتوجيه مسحوق الخام إلى عمود رأسي متجهًا إلى مكان السفينة الراسية.
استغرق البناء عامين فقط ، وانتهى في عام 1924 ، وهي فترة زمنية قصيرة بشكل ملحوظ لعمل بهذا الحجم. زينت نهايات الأنفاق المطلة على البحر بأبراج إسمنتية ولوحات تحمل أسماء زخرفية. لم تكن ضرورية للعملية
ولكن طُلب من مالك الشركة بناؤها كعلامة على المكانة. ولدت ابنة فيشيلي ، فلافيا ، في وقت سابق عام 1924 وحصل المهندس من الشركة على تسمية الميناء باسمها.

## العمليات
عندما بدأ تشغيل بورتو فلافيا في عام 1924 ، خفضت تكاليف إنتاج الخام بما يصل إلى 70 في المائة ،
مما يسمح بالحصول على حصة سوقية قوية في وقت قصير. دفع بناء بورتو فلافيا تكاليفه في أقل من عامين ، وكان يعتبر أعجوبة فنية في مجال التعدين. لم يُسمح لمشغلي المناجم الآخرين باستخدام النفق والميناء ، معتمدين على العمل اليدوي أو على طرق السكك الحديدية الأطول.
ترك افتتاح بورتو فلافيا العديد من البحارة من كارلوفورتي بدون عمل ، مما ألحق الضرر باقتصاد الجزيرة المجاورة.
كانت ظروف العمل في بورتو فلافيا أفضل مما كانت عليه في المناجم بسبب نظام إزالة المسحوق الوظيفي والتنفيس الجيد والضوء الطبيعي والآلات من الدرجة الأولى والأجور الأفضل.
ولكن كانت هناك حوادث مميتة: إحدى أكثر الوظائف خطورة كان يقوم بها فريق الموت وهي مجموعة خاصة من العمال الذين اضطروا إلى دخول الخزانات بالتعليق من الأعلى والإزالة بالأعمدة والتقاط الخام الذي علق على الجدران الصخرية.
في ظل الظروف العادية ، كان المصنع قادرًا على تسليم أكثر من 500 طن متري (550 طن صغير) من الخام في الساعة لسفينة انتظار.

## ميراث
انخفضت أهمية بورتو فلافيا في الستينيات بعد تراجع نشاط التعدين وتم إغلاقه في التسعينيات عندما توقف إنتاج المعادن
وهي اليوم مملوكة لشركة عامة مكلفة بترميم وصيانة مصانع التعدين القديمة.
بورتو فلافيا هو موقع محمي من قبل اليونسكو ، وهو أحد الوجهات المقترحة للجولات في مواقع التعدين والآثار الصناعية في المنطقة. تقام الجولات اليومية في النفق بإرشاد من عمال سابقين أو فنيي تعدين في IGEA.